# Vendeurs de larmes
Albums de Daniel Balavoine
Balavoine sur scène
(1981) Loin des yeux de l'Occident
(1983)
Singles
1. Vivre ou survivre
Sortie : avril 1982
2. Vendeurs de larmes
Sortie : août 1982
3. Soulève-moi
Sortie : 1982

Vendeurs de larmes est le sixième album de Daniel Balavoine, sorti en avril 1982 et vendu à 620 000 exemplaires. Par rapport à l'album précédent Un autre monde, cet album est plus rock avec notamment des solos de guitare comme en témoignent les chansons Vivre ou survivre, Dieu que l'amour est triste ou Soulève-moi.
Dans sa version originale, l'album se composait d'un 33 tours, qui comprenait les dix premiers titres (et donc se concluait avec Vendeurs de larmes) et d'un maxi 45 tours, avec Viens danser / La danse (qui est une prolongation instrumentale du titre précédent) en face A et Au revoir en face B.
Il obtient en 1982 le Prix Diamant de la chanson française. Une édition japonaise de l'album paraît l'année suivante avec une légère modification dans la numérotation des chansons afin que le tout soit réuni dans un seul disque vinyle. Pour Philippe Koechlin, de la revue musicale Rock & Folk , c'est le meilleur album de l'artiste.

## Historique
Cet album constitue un tournant musical pour la carrière de Balavoine, puisque ce dernier se sépare de presque tous ses anciens musiciens, présents depuis son deuxième album Les Aventures de Simon et Gunther... en 1977.  
Ces musiciens sont Patrick Dulphy (guitares acoustiques), Hervé Limeretz (claviers), Roger Secco (batterie et chant), Bernard Serre (basse, chant et microsynthétiseur), Colin Swinburne (guitares électriques), Patrick Bourgoin (cuivres), Jean-Paul Batailley (batterie, percussions). Crédités sur Les Aventures de Simon et Gunther... (1977) puis sur Le Chanteur (1978), ces musiciens sont crédités, à partir de Face amour/Face amère (1979), sous le nom de groupe Clin d’Œil,,. Le groupe participe ainsi à l’album de Balavoine Un Autre monde (1980),, et interprète avec ce dernier la BO du film Alors… Heureux ?, qui sort en LP la même année. En janvier et février 1980 puis en mars 1981, Balavoine et Clin d’Œil jouent sur la scène de l’Olympia. 
Cependant, lorsque Balavoine part en décembre 1981 à Ibiza pour enregistrer son prochain album, Vendeurs de larmes, seuls Hervé Limeretz et Jean-Paul Batailley subsistent parmi les anciens musiciens de Balavoine. Le lieu d’enregistrement (Ibiza) est aussi totalement nouveau pour Balavoine, les albums précédents ayant tous été enregistrés et conçus à Paris ou dans sa proche banlieue. Le tournant musical de ce dernier se ressent dans le son plus rock de l’album, qui comporte des solos de guitare électrique, mais aussi dans la salle qu’il choisira pour son live en juin 1982, à savoir le Palais des Sports.

## Liste des chansons
Toutes les chansons sont écrites et composées par Daniel Balavoine, sauf où indiqué.
| 1.    | Pour faire un disque                              | 1:23 |
| 2.    | Vivre ou survivre                                 | 3:33 |
| 3.    | Je veux de l'or                                   | 3:42 |
| 4.    | Dieu que l'amour est triste                       | 4:02 |
| 5.    | C'est fini                                        | 4:08 |
| 6.    | Soulève-moi                                       | 3:33 |
| 7.    | L'Amour gardé secret                              | 4:05 |
| 8.    | La Fillette de l'étang                            | 3:20 |
| 9.    | Y a pas de bon numéro (paroles de Patrick Dulphy) | 2:50 |
| 10.   | Vendeurs de larmes                                | 4:40 |
| 11.   | Viens danser                                      | 3:37 |
| 12.   | La Danse (musique de Philippe Patron)             | 4:05 |
| 13.   | Au revoir                                         | 4:01 |
| 46:59 |                                                   |      |

## Personnel

### Musiciens
- Daniel Balavoine : chant, claviers, guitares
- Christian Padovan : basse
- Hervé Limeretz : claviers
- Philippe Patron : claviers
- Yves Chouard : guitares
- Jo Hammer : batterie, chœurs
- Jean-Paul Batailley : percussions

### Réalisation
- Andy Scott : réalisation, prise de son
- Daniel Balavoine : réalisation
- Alain Marouani : conception pochette, photos

## Certifications
| Pays          | Certification | Date | Ventes certifiées |
| ------------- | ------------- | ---- | ----------------- |
| France (SNEP) | Or            | 1982 | 100 000           |